# Kościół św. Katarzyny w Rynarzewie
Kościół Świętej Katarzyny – rzymskokatolicki kościół parafialny znajdujący się we wsi Rynarzewo, w województwie kujawsko-pomorskim, przy ulicy Szkolnej. Należy do dekanatu Łabiszyn diecezji bydgoskiej.
Jest to świątynia neobarokowa wybudowana w 1913 na miejscu wcześniejszych budowli. Posiada wieżę. W budowli są umieszczone dwa zabytkowe dzwony z poprzednich świątyń: mniejszy z 1659 roku i większy z 1734 roku.